# Schweizer-Reneke
Schweizer-Reneke este un oraș din Africa de Sud.